# John Dick
John Dick (Eaglesham, 29 gennaio 1877 – 14 settembre 1932) è stato un allenatore di calcio e calciatore scozzese, di ruolo centrocampista.

## Carriera
Da calciatore ha giocato nel ruolo di centrocampista centrale per la maggior parte della sua carriera vestendo la casacca dell'Arsenal.
Nel 1912 si trasferisce a Praga, Impero austro-ungarico, e inizia ad allenare partendo dal DFC Prag nello stesso anno. In seguito allena lo Sparta in due periodi, dal 1919 al 1923 e dal 1928 al 1933. È considerato uno dei pionieri del calcio cecoslovacco, terzo manager nella storia della società praghese e primo tra quelli stranieri. Con lo Sparta ha vinto tutti e cinque i campionati cecoslovacchi disputati nelle sue prime cinque stagioni, tuttavia la federcalcio cecoslovacca ne riconosce solo due (1919 e 1922). Ha vinto quattro campionati di fila senza perdere un solo incontro (1920-1923), e ne ha perso solo uno in 64 giornate di campionato durante i suoi primi cinque anni da manager allo Sparta.
In seguito guida i belgi del Beerschot, società della quale è stato il quinto allenatore, vincendo quattro campionati belgi, tre consecutivi. Nel 1927 è l'allenatore dello Sparta vincitore della Coppa dell'Europa Centrale 1927: è il primo torneo internazionale vinto dalla società cecoslovacca, oltre a essere la prima edizione della Coppa dell'Europa Centrale.
Torna allo Sparta dopo Václav Špindler. Nelle sue prime tre stagioni, non riesce a imporsi in campionato, sempre preceduto dai rivali dello Slavia Praga. In Coppa dell'Europa Centrale 1930, arriva in finale dopo aver estromesso First Vienna e Ambrosiana (gli italiani sono sconfitti 6-1 a Praga), affrontando il Rapid Vienna nella doppia finale. Il 3-2 ottenuto al ritorno non basta allo Sparta per vincere il trofeo, dopo aver perso per 2-0 in casa. Nell'edizione successiva della competizione europea, lo Sparta elimina anche la Juventus (2-1, 0-1, 2-3), uscendo in semifinale contro il Wiener SC. Nei mesi successivi, torna a vincere il campionato con lo Sparta. Lascia l'incarico di manager dei granata nel 1933.

## Statistiche da allenatore

### Club
In grassetto le competizioni vinte.
| Stagione         | Squadra          | Campionato       | Campionato | Campionato | Campionato | Campionato | Coppe nazionali | Coppe nazionali | Coppe nazionali | Coppe nazionali | Coppe nazionali | Coppe continentali | Coppe continentali | Coppe continentali | Coppe continentali | Coppe continentali | Altre coppe | Altre coppe | Altre coppe | Altre coppe | Altre coppe | Totale | Totale | Totale | Totale | Vittorie % | Piazzamento |
| Stagione         | Squadra          | Comp             | G          | V          | N          | P          | Comp            | G               | V               | N               | P               | Comp               | G                  | V                  | N                  | P                  | Comp        | G           | V           | N           | P           | G      | V      | N      | P      | %          | Piazzamento |
| ---------------- | ---------------- | ---------------- | ---------- | ---------- | ---------- | ---------- | --------------- | --------------- | --------------- | --------------- | --------------- | ------------------ | ------------------ | ------------------ | ------------------ | ------------------ | ----------- | ----------- | ----------- | ----------- | ----------- | ------ | ------ | ------ | ------ | ---------- | ----------- |
| 1919             | Sparta           | MCSF             | 11         | 10         | 0          | 1          | -               | -               | -               | -               | -               | -                  | -                  | -                  | -                  | -                  | -           | -           | -           | -           | -           | 11     | 10     | 0      | 1      | 90,91      | 1º          |
| 1920             | Sparta           | MCSF             | 11         | 11         | 0          | 0          | -               | -               | -               | -               | -               | -                  | -                  | -                  | -                  | -                  | -           | -           | -           | -           | -           | 11     | 11     | 0      | 0      | 100,00&    | 1º          |
| 1921             | Sparta           | MCSF             | 11         | 11         | 0          | 0          | -               | -               | -               | -               | -               | -                  | -                  | -                  | -                  | -                  | -           | -           | -           | -           | -           | 11     | 11     | 0      | 0      | 100,00&    | 1º          |
| 1922             | Sparta           | MCSF             | 16         | 16         | 0          | 0          | -               | -               | -               | -               | -               | -                  | -                  | -                  | -                  | -                  | -           | -           | -           | -           | -           | 16     | 16     | 0      | 0      | 100,00&    | 1º          |
| 1923             | Sparta           | MCSF             | 15         | 15         | 0          | 0          | -               | -               | -               | -               | -               | -                  | -                  | -                  | -                  | -                  | -           | -           | -           | -           | -           | 15     | 15     | 0      | 0      | 100,00&    | 1º          |
| 1923-1924        | Beerschot        | DH               | 26         | 15         | 8          | 3          | -               | -               | -               | -               | -               | -                  | -                  | -                  | -                  | -                  | -           | -           | -           | -           | -           | 26     | 15     | 8      | 3      | 57,69      | 1º          |
| 1924-1925        | Beerschot        | DH               | 26         | 18         | 4          | 4          | -               | -               | -               | -               | -               | -                  | -                  | -                  | -                  | -                  | -           | -           | -           | -           | -           | 26     | 18     | 4      | 4      | 69,23      | 1º          |
| 1925-1926        | Beerschot        | DH               | 26         | 18         | 4          | 4          | -               | -               | -               | -               | -               | -                  | -                  | -                  | -                  | -                  | -           | -           | -           | -           | -           | 26     | 18     | 4      | 4      | 69,23      | 1º          |
| 1926-1927        | Beerschot        | DH               | 26         | 14         | 5          | 7          | -               | -               | -               | -               | -               | -                  | -                  | -                  | -                  | -                  | -           | -           | -           | -           | -           | 26     | 14     | 5      | 7      | 53,85      | 2º          |
| 1927-1928        | Beerschot        | DH               | 26         | 23         | 2          | 1          | -               | -               | -               | -               | -               | -                  | -                  | -                  | -                  | -                  | -           | -           | -           | -           | -           | 26     | 23     | 2      | 1      | 88,46      | 1º          |
| Totale Beerschot | Totale Beerschot | Totale Beerschot | 130        | 88         | 23         | 19         |                 | -               | -               | -               | -               |                    | -                  | -                  | -                  | -                  |             | -           | -           | -           | -           | 130    | 88     | 23     | 19     | 67,69      |             |
| 1927             | Sparta           | -                | -          | -          | -          | -          | -               | -               | -               | -               | -               | CEC                | 6                  | 2                  | 2                  | 2                  | -           | -           | -           | -           | -           | 6      | 2      | 2      | 2      | 33,33      | –           |
| 1928-1929        | Sparta           | S 1L             | 12         | 5          | 3          | 4          | -               | -               | -               | -               | -               | -                  | -                  | -                  | -                  | -                  | -           | -           | -           | -           | -           | 12     | 5      | 3      | 4      | 41,67      | 3º          |
| 1929-1930        | Sparta           | 1 AL             | 14         | 9          | 0          | 5          | -               | -               | -               | -               | -               | CEC                | 2                  | 1                  | 0                  | 1                  | -           | -           | -           | -           | -           | 16     | 10     | 0      | 6      | 62,50      | 2º          |
| 1930-1931        | Sparta           | 1 AL             | 14         | 10         | 1          | 3          | -               | -               | -               | -               | -               | CEC                | 6                  | 4                  | 1                  | 1                  | -           | -           | -           | -           | -           | 20     | 14     | 2      | 4      | 70,00      | 2º          |
| 1931-1932        | Sparta           | 1 AL             | 16         | 12         | 3          | 1          | -               | -               | -               | -               | -               | CEC                | 6                  | 3                  | 0                  | 3                  | -           | -           | -           | -           | -           | 22     | 15     | 3      | 4      | 68,18      | 1º          |
| 1932-1933        | Sparta           | 1 AL             | 18         | 10         | 4          | 4          | -               | -               | -               | -               | -               | CEC                | 2                  | 1                  | 0                  | 1                  | -           | -           | -           | -           | -           | 20     | 11     | 4      | 5      | 55,00      | 2º          |
| Totale Sparta    | Totale Sparta    | Totale Sparta    | 138        | 109        | 11         | 18         |                 | -               | -               | -               | -               |                    | 22                 | 11                 | 3                  | 8                  |             | -           | -           | -           | -           | 160    | 120    | 14     | 26     | 75,00      |             |
| Totale carriera  | Totale carriera  | Totale carriera  | 268        | 197        | 34         | 37         |                 | -               | -               | -               | -               |                    | 22                 | 11                 | 3                  | 8                  |             | -           | -           | -           | -           | 290    | 208    | 37     | 45     | 71,72      |             |

## Palmarès

### Allenatore

#### Competizioni nazionali
- Campionato cecoslovacco: 3

Sparta Praga: 1919, 1922, 1931-1932
- Campionato belga: 4

Beerschot: 1923-1924, 1924-1925, 1925-1926, 1927-1928

#### Competizioni internazionali
- Coppa dell'Europa Centrale: 1

AC Sparta Praha: 1927